# 社会民主連合 (赤道ギニア)
社会民主連合（しゃかいみんしゅれんごう、スペイン語: Convergencia para la Democracia Social）は、赤道ギニアの政党の1つ。現在赤道ギニア国内で活動している政党の中では、最大野党である。機関紙『真実』(La Verdad)を発行している。

## 党名
- スペイン語ではConvergencia para la Democracia Socialで、略称はCpDS
- 英語ではConvergence for Social Democracy

## 現況
赤道ギニアではテオドロ・オビアン・ンゲマ大統領の赤道ギニア民主党(PDGE)による事実上の独裁政治が続いている。最大野党は赤道ギニア進歩党(PPGE)だが、同党は1997年より国内での活動を禁止されているため、野党第2党であった社会民主連合が、国内の野党の中では最大となった。ただ赤道ギニアでは、PDGEに反対する勢力は、たとえ当局より政党として承認されていようとも警察に拘留される状況が続いているため、活動は低調である。
2002年の大統領選では、各野党が不正や脅迫などを理由にボイコットする中で唯一、候補を立てた。2004年の議会選では100議席中、2議席を獲得している。2008年の議会選にも実質的な野党勢力の中から唯一参加し、100議席中、1議席を獲得した。直近の2022年の議会選挙では上下院とも当選者ゼロに終わり、PDGEが下院100議席、上院55議席の全てを獲得している。
中道左派・社会民主主義政党の国際組織である社会主義インターナショナルに加盟している。